# Leon Bolier
Leon Bolier (ur. 1980) – holenderski didżej i producent muzyczny. Po raz pierwszy na arenie międzynarodowej pojawił się w 2003 szybko stając się charakterystyczną postacią w świecie muzyki elektronicznej. Jego remiksy znanych artystów oraz albumy Pictures oraz Phantasma wyniosły go na szerokie wody, przez co uważany jest za jednego z najlepszych didżejów świata. Obecnie jest to jeden z najlepszych i najbardziej utalentowanych producentów muzyki trance.

## Albumy
- Pictures (2008)
- Phantasma (2010)

## Single
- 2020 "Perpetual"
- 2015 "Lost nad found" feat. Redondo and Bitter's Kiss
- 2011 "H2O"
- 2011 "Staircase"
- 2011 "Cape Town"
- 2011 "Vengeance, Vengeance with (Samuel L. Jackson)"
- 2011 "Ost Kaas (vs Marcus Schossow)"
- 2011 "Absolut (vs Joop)"
- 2010 "Elysian Fields"
- 2010 "Saturn (vs W&W)"
- 2010 "By Your Side (I Will Be There) (ft. Fisher)"
- 2010 "That Morning"
- 2010 "Dark Star" vs Sied van Riel
- 2010 "2099" vs Marcus Schossow
- 2010 "Shimamoto"
- 2009 "NSFW"
- 2009 "Medellin"
- 2009 "Lunar Diamond"
- 2009 "Seraphic"
- 2009 "Last Light Tonight (and Menno De Jong)"
- 2009 "This (feat. Floria Ambra)"
- 2009 "Wet Dream (and Galen Behr)"
- 2009 "Thug & Sofa Cure"
- 2008 "YE"
- 2008 "XD"
- 2008 "The Night Is Young"
- 2008 "One/Two"
- 2008 "Ocean Drive Boulevard"
- 2008 "Malibeer/With The Flame In The Pipe"
- 2008 "I Finally Found (feat. Simon Binkenborn)"
- 2008 "Hold On"
- 2008 "Deep Red"
- 2007 "Summernight Confessions"
- 2006 "No Need To Come Back (feat. Elsa Hill)"

## Remiksy, mash-upy
- 2011 Armin van Buuren feat. Susana – Desiderium 207 (Leon Bolier Peaktime Remix)
- 2011 Roger Shah With Leon Bolier – Eden (Leon Bolier Remix)
- 2011 Raphinha Bartel – Double Evidence (Leon Bolier Remix)
- 2009 Aly & Fila – "Khepera" (Leon Bolier Remix)
- 2009 Cliff Coenraad – "Gone South" (Leon Bolier Remix)
- 2009 Push – Global Age (Leeon Bolier Remix)
- 2009 Arnej – "Dust In The Wind" (Leon Boiler Remix)
- 2009 W&W – "The Plan" (Leon Boiler Remix)
- 2009 Breakfast – Air Guitar (Leon Bolier Remix)
- 2008 Karl G featuring Vicky Fee – Repeat Again (Leon Bolier Remix)
- 2008 Airbase – "The Road Not Taken" (Leon Bolier Remix)
- 2008 Leon Bolier vs. Kamaya Painters – Endless Ocean Wave (Leon Bolier Mash-Up)
- 2008 Embrace – "Embrace" (Leon Bolier Remix)
- 2008 Seth Hutton Feat. Judie Tzuke – Don't Look Behind You (Leon Bolier Remix)
- 2008 Jamaster A – Cicada (Leon Bolier Remix)
- 2007 Carlos – Alanda (Leon Bolier Remix)
- 2007 Joop – The Future (Leon Bolier Remix)
- 2007 Kenneth Thomas – Soleil Noir (Leon Bolier Remix)
- 2007 Joop – Prominent (Leon Bolier Remix)
- 2007 Dave202 – Torrent (Leon Bolier Remix)
- 2007 Evil Robot – Just Go! (Leon Bolier Remix)
- 2007 Activa – Genetic (Leon Bolier vs Joop Remix)
- 2007 Stephen J. Kroos – Formalistick (Leon Bolier Remix)
- 2007 Sied van Riel – Sigh (Leon Bolier Remix)
- 2007 Splitscreen – Boomblasta (Leon Bolier Vs. Joop Remix)
- 2006 Carlos – The Silmarillia 2007 (Leon Bolier Remix)
- 2006 Gott & Gordon – Midnight (Leon Bolier Remix)
- 2006 JPL – Ilmola (Leon Bolier Remix)
- 2006 Mike Shiver – Feelings (Leon Bolier Remix)
- 2006 Xtranova – The Way We Were (Leon Bolier Remix)
- 2005 Niklas Harding & Redshift – Pagoda (Leon Bolier Remix)
- 2004 Can & Schossow – Blabarsmonstret (Leon Bolier Remix)